# From Where to Eternity
From Where to Eternity is de tweeëntwintigste aflevering van de HBO-serie The Sopranos. Het verhaal werd geschreven door Michael Imperioli en de regie was in handen van Henry J. Bronchtein.

## Gastrollen
- Jerry Adler als Hesh Rabkin
- Peter Bogdanovich als Dr. Elliot Kupferberg
- Lillo Brancato Jr. als Matthew Bevilaqua
- Louis Lombardi als Agent Skip Lipari
- Judy Reyes als Paulies vriendin
- Maureen Van Zandt als Gabriella Dante

## Samenvatting
Christopher Moltisanti vecht na de aanslag op hem voor zijn leven op de intensive care omringd door vrienden en familie. Carmela Soprano bidt voor Christophers leven opdat hij “het licht mag zien”. ’s Nachts stopt zijn hart met kloppen, maar de doktoren weten hem te redden. Tijdens de minuut van klinische dood blijkt Christopher een religieuze ervaring mee te hebben gemaakt: hij heeft de hel bezocht waar hij Brendan Filone en Mikey Palmice zag kaarten in een Ierse pub. De Ieren deden behoorlijk vervelend. Mikey Palmice gaf Christopher een boodschap voor Tony en Paulie: "3 uur".
Tony doet Christophers bezoek aan de hel als onzin af. Paulie raakt echter geobsedeerd door de "3 uur"-boodschap. ’s Nachts wordt hij om 3.00 uur wakker na een nachtmerrie. De kinderen van zijn vriendin worden er wakker van. Op aanraden van een vriendin zal hij een paragnost gaan bezoeken.
Ondertussen hoort Carmela van Cabriella Dante dat een kennis uit de Soprano-misdaadfamilie, Ralphie Rotaldo, een kind heeft gekregen met zijn Braziliaanse minnares. Carmela vertelt dit aan Tony en vraagt hem om zich te laten steriliseren zodat hij géén buitenechtelijk kind kan krijgen. Dit zou een schande voor de familie zijn. Tony gaat niet op deze vraag in, omdat hij zijn vriendin al een paar maanden geleden het uit hebben gemaakt. Carmela heeft het gevoel dat Tony niet naar haar luistert en gaat beneden slapen. Carmela raakt nog gefrustreerder wanneer ze van Christopher hoort dat hij in zijn belevenis naar de hel is gegaan en niet zoals Tony haar eerder had verteld, naar de hemel. Dan komt er nog eens bovenop dat Tony zijn enige mannelijke erfgenaam, A.J. uitscheld nadat hij per ongeluk een bord met eten liet vallen. Tony maakt ’s avonds zijn excuses bij A.J.
Paulie is ondertussen op aanraden van zijn vriendin op bezoek bij een paragnost. Tijdens deze sessie lijkt Paulie al wat gefrustreerd omdat hij het helderziendengedoe als onzin afdoet. De paragnost komt dan op hem af en ziet een geest van ene “Sonny” achter Paulie staan. Paulie zegt dat dit niet kan en noemt onbedoeld de naam van de eerste persoon die hij heeft vermoord, “Sonny Pagano”. De paragnost krijgt hierna de naam “Sonny Pagano” door. Paulie is beduusd van dit antwoord en slingert een stoel richting de plek waar “Sonny Pagano” moest hebben gestaan.
Paulie bezoekt hierna een kettingrokende priester. De priester vertelt hem dat hij nooit de paragnost had op moeten zoeken, maar hij kan hem verder niks vertellen over “3 uur”. Paulie verlaat boos de kerk met de woorden dat hij nooit meer wat aan de kerkgemeenschap zal doneren.
Tony gaat uiteindelijk toch op Carmela’s sterilisatievraag in. Carmela weigert echter nu, omdat ze Tony puur en "van haar" wil zien. Hierna bedrijven ze de liefde.
Big Pussy Bonpensiero is bang dat Tony doorheeft dat hij samenwerkt met de FBI. Hierop hoort hij van Agent Skip Lipardi dat hij Tony’s vertrouwen moet inwinnen. Dit doet Pussy door Matthew Bevilaqua, - de verantwoordelijke van de aanslag op Christopher -, te traceren. Tony en Pussy gaan samen Matthew Bevilaqua opzoeken om hem te vermoorden. In een drinkkiosk krijgt de inmiddels vastgebonden Bevilaqua een blikje Fanta-light aangeboden. Bevilaqua vertelt dat de aanslag allemaal het idee van zijn kameraad Sean was om in de gratie bij Richie Aprile te vallen. Tony lijkt Bevilaqua’s genadeboden te aanvaarden. Als Bevilaqua het blikje Fanta opheeft vraagt Tony hem vriendelijk of hij nog wat anders te drinken. Bevilaqua hoeft niet wat anders. Tony antwoord dan: “Okee, want dit was het laatste wat je hebt gedronken” en opent vuur op Bevilaqua. Ook Pussy jaagt nog wat kogels door Bevilaqua.
Hierna gaan de twee als vroegere vrienden naar het restaurant waar Pussy Tony mee heen na het plegen van zijn eerste moord. Ze halen wat herinneringen op. Tony vraagt Pussy of hij in God gelooft. Pussy stemt hierop in en de twee brengen een toost uit.

## Overleden
- Matthew Bevilaqua: door Tony en Pussy herhaaldelijk beschoten als wraak op Bevilaqua’s aandeel in de aanslag op Christopher.

## Titelverklaring
- De titel van deze aflevering verwijst naar de film From Here to Eternity uit 1953. Christopher wist niet of hij in zijn bijna-doodervaring zich in het vagevuur of in de hel bevond.

## Productie
- De door Mikey Palmice "verklaarde" "3 uur" uit Christophers bijna-doodervaring wordt door de rest van de serie een supernatuurlijk terugkerend motief.
- Dit is de eerste aflevering geschreven door Michael Imperioli. Hierna werd hij een frequent schrijver van afleveringen voor de serie.

## Muziek
- Het lied My Lover's Prayer van Otis Redding is gedurende de aflevering een aantal keer te horen, evenals tijdens de aftiteling.
- Het lied King Nothing van Metallica is op de achtergrond te horen als Paulie met Tony praat na zijn bezoek aan de paragnost.